# Eparquia de San Charbel em Buenos Aires
A Eparquia de San Charbel em Buenos Aires (em atim: Eparchia Sancti Sarbelii Bonaërensis Maronitarum) é uma eparquia localizada na cidade de Buenos Aires, pertencente a Arquidiocese de Buenos Aires na Argentina. Foi fundada em 5 de outubro de 1990 por São João Paulo II. Com uma população católica de 750.000 habitantes, possui 4 paróquias com dados de 2017.

## Lista de eparcas
A seguir uma lista de eparcas desde a criação da eparquia. 
|                          | Nome                          | Período    | Notas   |
| Eparcas                  | Eparcas                       | Eparcas    | Eparcas |
| ------------------------ | ----------------------------- | ---------- | ------- |
| 2º                       | Juan Habib Chamieh, O.M.M.    | 2019-atual |         |
| 1º                       | Charbel Georges Merhi, C.M.L. | 1990-2013  |         |
| Administrador Apostólico |                               |            |         |
|                          | Juan Habib Chamie, O.M.M.     | 2013-2019  |         |